# 잠입 게임

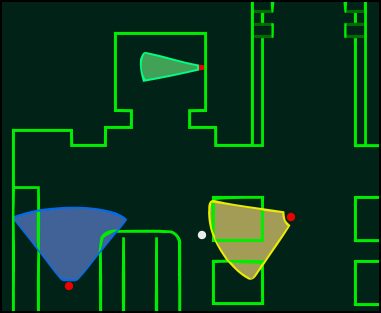

잠입 게임(영어: Stealth game)은 컴퓨터 게임의 장르의 일종이다. 이른바 액션 게임의 한 분야라고도 할 수도 있지만, 기존의 액션 게임과 달리, 적에게 접근하면 무조건 공격을 받거나 화면 밖에서 적이 맞추어 플레이어를 목표로 차례 차례로 덮쳐 온다는 것은 아니다. 대표적으로 《스프린터 셀》, 《어쌔신 크리드》, 《씨프》, 《히트맨》, 《디스아너드》 등이 있다.